# Randig kungskväkare
Randig kungskväkare (Menticirrhus saxatilis) är en salt- och brackvattensfisk i familjen havsgösfiskar som finns i västra Atlanten. Den är en av de få arterna i familjen som inte kan avge kväkande eller trummande ljud. Den kan emellertid gnissla med svalgtänderna.

## Utseende
En avlång fisk med spetsig nos, en kort skäggtöm under hakan och två ryggfenor. Den första taggstrålen i den främre ryggfenan är starkt förlängd. Färgen är mörkbrun upptill med silverfärgade sidor och buk. Längs sidorna har den oregelbundna, mörka tvärband, av vilka de främsta två bildar ett tydligt "V". Bakom bröstfenorna finns dessutom ett mörkt längsstreck. Arten saknar huggtänder i munnen, men har svalgtänder. Som mest kan den bli 46 cm och väga 1,11 kg.

## Vanor
Den randiga kungskväkaren är en bottenfisk som lever över sand- och klippbottnar i grunda, kustnära havsvatten, oftast i stim. Den kan även förekomma i flodmynningarnas brackvatten; ungfiskarna kan gå ännu högre upp i nästan sött vatten. Under vintern (november till sent i april) försvinner den från kustvattnen, och man antar att den vandrar ut på djupt vatten för att övervintra. Födan, som främst fångas med hjälp av smak- och känselsinnerna, består av maskar, mindre blötdjur, kräftdjur som räkor och krabbor samt småfisk. Arten saknar simblåsa, och är därför är en av de få arterna i familjen som inte kan kväka eller ge trummande läten ifrån sig med hjälp av denna. (Det svenska trivialnamnet är därför missvisande.) Den kan emellertid avge gnisslande ljud med hjälp av svalgtänderna.
Arten kan bli upp till 4 år gammal, även om den oftast inte blir mer än 2 till 3 år.

### Fortplantning
Könsmognaden inträffar sent i livet; hanar vid 2 års ålder, honor vid 3. Lektiden varar från april till augusti. Leken äger oftast rum på bottnen av havsvikar och sund, men kan även ske utanför flodmynningar. Äggen, som är pelagiska, kläcks efter drygt 2 dygn.

## Utbredning
Arten finns utanför Massachusetts till södra Florida i USA, i Mexikanska golfen och utanför Mexiko söderut till Yucatan.

## Ekonomisk användning
Den randiga kungskväkaren anses vara en god matfisk och är populär bland sportfiskare. Den är emellertid inte föremål för något större, kommersiellt fiske, utan tas främst som bifångst i samband med annat fiske.